# Ourique
Ourique é uma vila portuguesa pertencente ao Distrito de Beja e inserida na região do Alentejo (NUT II) e na sub-região do Baixo Alentejo (NUT III), com menos de 2 000 habitantes.
É sede do Município de Ourique que tem 663,31 km² de área e 4.829 habitantes (2023), subdividido em 4 freguesias. O município é limitado a norte pelos municípios de Santiago do Cacém e Aljustrel, a leste por Castro Verde e Almodôvar, a sul por Silves e a oeste por Odemira.

## Freguesias
|  | O município de Ourique está dividido em 4 freguesias: 0 - Garvão e Santa Luzia - Ourique - Panoias e Conceição - Santana da Serra 0 |

## Caracterização

### Geografia
O território de Ourique, em termos geomorfológicos, faz a transição entre a peneplanície - dominante a norte e em grande parte do espaço geográfico do município - e a serra de Monchique, na parte sul, numa passagem das planuras secas para uma orografia mais vigorosa, de maior altitude média e com um aumento óbvio do regime pluvial.
A rede hidrográfica é marcada pelas bacias dos rios Sado e Mira, este último que cruza longitudinalmente o município na sua parte mais estreita, nas proximidades de Fernão Vaz/Castro da Cola. A barragem do Monte da Rocha e parte significativa do regolfo da barragem de Santa Clara são duas fontes hídricas importantes que marcam e caracterizam a paisagem e as atividades humanas na região.
Em termos de vegetação predomina a estepe cerealífera, montado e, na parte sul do município, a de relevo mais movimentado, dada a aproximação e integração na serra, afirma-se o coberto de características mediterrânicas e o pinhal.
A planície estepária é desarborizada, mas concentra uma diversidade avifaunística muito importante e única.

### Clima
Em termos climáticos, a região apresenta duas estações anuais bem definidas: o inverno é frio e pouco chuvoso e o é verão muito quente e seco, este último com temperaturas que ultrapassam frequentemente os 40 °C. Devido a isto, o clima pode ser designado como de regime mediterrânico; na escala climática de Köppen-Geiger é classificado como Csa.
A pluviosidade é baixa (média anual de 558 mm), com regimes de precipitação irregulares e com grandes variações de ano para ano. O mês mais seco é Julho e tem 2 mm de precipitação. Com uma média de 86 mm, o mês de Janeiro é o mês de maior precipitação.
A temperatura média anual é de 16.4 °C. O mês mais quente do ano é Agosto, com uma temperatura média de 23.4 °C. A temperatura média em Janeiro é de 10.6 °C, sendo esta a temperatura média mais baixa do ano.

## História

### Origem de Ourique

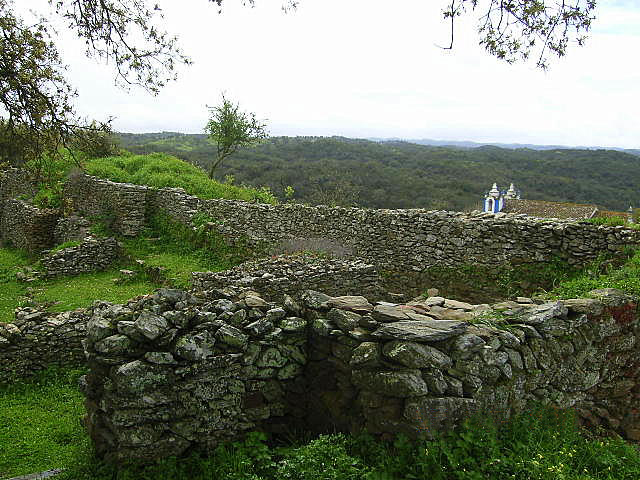
Castelo de Cola (Castro de Cola)

A fundação de Ourique data de 711, ano da entrada dos muçulmanos na Península Ibérica. Contudo, vários fatores apontam para uma existência mais recuada.
São conhecidos diversos assentamentos populacionais desde os tempos pré-históricos, locais documentados por diversas campanhas arqueológicas. Desde o Paleolítico, Calcolítico, Idade do Ferro e do Bronze, um grande número de povos se cruzaram nestas terras, devido às presenças proto-históricas, romanas, celtas e árabes.
Quanto à origem do topónimo Ourique, este pode ter origem nas palavras Ouro (pela proximidade com explorações auríferas) e Orik (palavra árabe que significa desgraça ou infortúnio, no seguimento da derrota mourisca na Batalha de Ourique).
Dever-se-á também, aos muçulmanos, a edificação do castelo de Ourique, estrutura militar lendária que ainda hoje preenche memórias. Este castelo terá, muito provavelmente, alternado várias vezes entre o Crescente e a Cruz, consoante a sorte de armas. Nos tempos da reconquista teria um papel essencialmente de atalaia defensiva, tendo como guarda avançada o Castro da Cola.
A importância geográfica e estratégica de Ourique e do seu território é reconhecida ao longo dos séculos, pelo que sempre desempenhou a sul um importante papel militar e comercial ao estabelecer ligação com o vale do Sado e com a serra algarvia. Desta forma, Ourique constituiu-se como uma das componentes centrais na conquista do território aos muçulmanos, tendo sido testemunha da célebre Batalha de Ourique. 
A Batalha de Ourique, ocorrida nos campos de Ourique a 25 de julho de 1139, foi decisiva para a Independência de Portugal. Lideradas por D. Afonso Henriques, as tropas cristãs venceram, com grandes dificuldades, os muçulmanos comandados pelo governador de Santarém. 

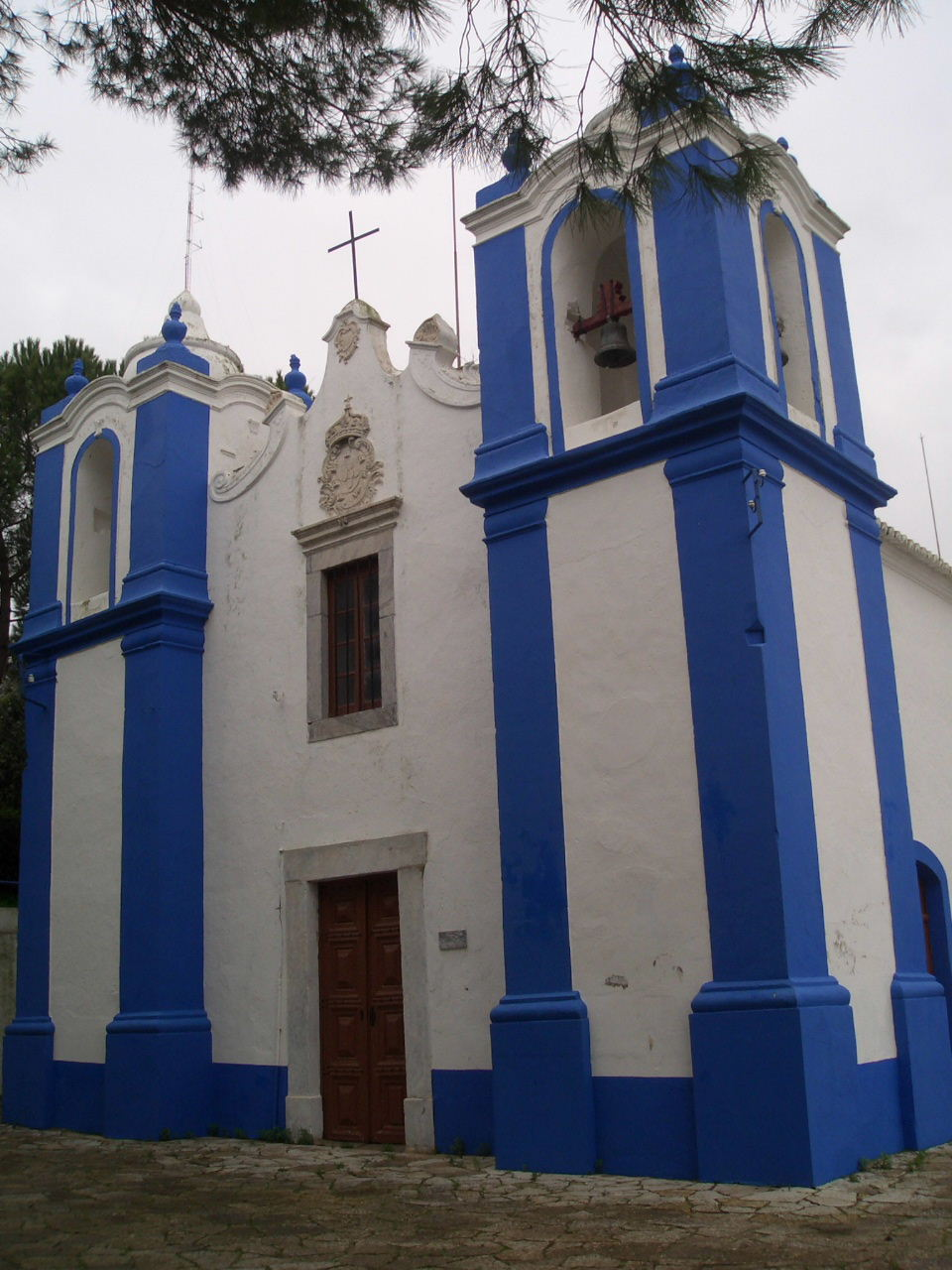
Igreja em Ourique

Segundo a lenda, antes da refrega, Cristo terá aparecido a Afonso Henriques, garantindo-lhe a vitória, confiando nas motivações religiosas que o moviam. Desta forma, a batalha que se seguiria estava, de certa forma, protegida pelo poder divino. A vitória em toda a linha contra os “cinco reis mouros” permitiu que, em seguida e em pleno campo da peleja, Afonso Henriques fosse aclamado pelo seu exército como rei.

### Afirmação da vila
Em 8 de janeiro de 1290, e estando o rei D. Dinis em Beja, foi concedida carta de foral a Ourique que permitiu a sua elevação a vila, algo que significou a emancipação da localidade. Mais tarde torna-se também cabeça de comarca, passando a ter a jurisdição de muitos municípios limítrofes. 
D. Manuel I atribui novo foral a Ourique em 20 de setembro de 1510, confirmando os privilégios dados por D. Dinis. 
No primeiro recenseamento da população portuguesa, em 1527, Ourique e o seu termo tinham 582 habitantes, o que fazia desta vila uma das mais povoadas de Além-Tejo.

## Evolução da População do Município
Por decreto de 26/06/1875, a freguesia de Santa Luzia, que fazia parte do concelho de Odemira, passou para o concelho de Ourique. Por decreto de 17/08/1889, a freguesia de S. Martinho das Amoreiras, do concelho de Ourique, passou a fazer parte do concelho de Odemira. (Fonte: INE)
| Número de habitantes ★                   | Número de habitantes ★ | Número de habitantes ★ | Número de habitantes ★ | Número de habitantes ★ | Número de habitantes ★ | Número de habitantes ★ | Número de habitantes ★ | Número de habitantes ★ | Número de habitantes ★ | Número de habitantes ★ | Número de habitantes ★ | Número de habitantes ★ | Número de habitantes ★ | Número de habitantes ★ | Número de habitantes ★ |
| ---------------------------------------- | ---------------------- | ---------------------- | ---------------------- | ---------------------- | ---------------------- | ---------------------- | ---------------------- | ---------------------- | ---------------------- | ---------------------- | ---------------------- | ---------------------- | ---------------------- | ---------------------- | ---------------------- |
| 1864                                     | 1878                   | 1890                   | 1900                   | 1911                   | 1920                   | 1930                   | 1940                   | 1950                   | 1960                   | 1970                   | 1981                   | 1991                   | 2001                   | 2011                   | 2021                   |
| 7 850                                    | 8 197                  | 9 165                  | 9 143                  | 10 664                 | 11 905                 | 14 014                 | 16 356                 | 16 686                 | 15 002                 | 9 514                  | 7 969                  | 6 597                  | 6 199                  | 5 389                  | 4 839                  |
| Número de habitantes por Grupo Etário ★★ |                        |                        |                        |                        |                        |                        |                        |                        |                        |                        |                        |                        |                        |                        |                        |
|                                          |                        |                        | 1900                   | 1911                   | 1920                   | 1930                   | 1940                   | 1950                   | 1960                   | 1970                   | 1981                   | 1991                   | 2001                   | 2011                   | 2021                   |
| 0-14 Anos                                | 0-14 Anos              | 0-14 Anos              | 3 130                  | 3 955                  | 4 398                  | 4 890                  | 5 407                  | 5 185                  | 4 187                  | 2 200                  | 1 592                  | 964                    | 656                    | 550                    | 486                    |
| 15-24 Anos                               | 15-24 Anos             | 15-24 Anos             | 1 749                  | 2 049                  | 2 140                  | 2 903                  | 3 101                  | 2 965                  | 2 644                  | 1 135                  | 1 052                  | 820                    | 679                    | 435                    | 410                    |
| 25-64 Anos                               | 25-64 Anos             | 25-64 Anos             | 4 024                  | 4 590                  | 4 583                  | 5 621                  | 6 803                  | 7 233                  | 7 142                  | 4 665                  | 3 844                  | 3 205                  | 2 978                  | 2 645                  | 2 278                  |
| = ou > 65 Anos                           | = ou > 65 Anos         | = ou > 65 Anos         | 390                    | 454                    | 509                    | 541                    | 734                    | 941                    | 1 029                  | 1 125                  | 1 481                  | 1 608                  | 1 886                  | 1 759                  | 1 665                  |

★ Número de habitantes que tinham a residência oficial neste município à data em que os censos se realizaram.
★★ De 1900 a 1950 os dados referem-se à população presente no município na data em que os censos se realizaram. Daí que se registem algumas diferenças relativamente à designada população residente

## Património
- Cerro do Castelo ou Forte de Garvão
- Castro de Cola ou Cidade de Marrachique

## Feiras, festas e romarias
Feiras anuais
- 2 de Fevereiro
- 2º Domingo após o Carnaval
- 16 de Maio
- 28 de Setembro

Festas e Romarias
- Feira de Garvão (exposição agro-pecuária) - Maio
- Nossa Senhora da Cola - 8 de Setembro (Feriado Municipal)
- Batalha de Ourique - 25 de Julho
- Festas em honra de Nª Srª da Boa Viagem (Aldeia de Palheiros) - último fim-de-semana de Julho
- Festas de Santa Maria - 15 de Agosto
- Festa da Castanha e do Vinho (Aldeia de Palheiros) - em Novembro

## Heráldica
|  | Armas: Escudo vermelho, com um guerreiro vestido de prata empunhando uma espada, montado num cavalo do mesmo metal, selado e enfreado a vermelho, assente sobre um terrado de prata, realçado a verde. Nos cantões do chefe, duas torres de prata, abertas e iluminadas do campo, sendo a da esquerda encimada por um sol de ouro e a da direita por uma lua crescente de prata volvida. Coroa mural de prata de quatro torres. Listel branco com legenda a negro: "VILA DE OURIQUE". |
|  | Bandeira: Fundo de branco. Cordões e borlas de prata e vermelho. Haste e lança de ouro. |

## Política

### Eleições autárquicas[14]
| Data | %       | V       | %            | V            | %     | V     | %              | V       | %              | V  | %              | V       | %  | V  | Participação |                |
| Data | PPD/PSD | PPD/PSD | FEPU/APU/CDU | FEPU/APU/CDU | PS    | PS    | CDS-PP         | CDS-PP  | BE             | BE | PSD/CDS        | PSD/CDS | CH | CH | Participação |                |
| ---- | ------- | ------- | ------------ | ------------ | ----- | ----- | -------------- | ------- | -------------- | -- | -------------- | ------- | -- | -- | ------------ | -------------- |
| Data | 1976    | 47,58   | 3            | 28,22        | 1     | 18,52 | 1              |         |                |    |                |         |    |    |              | 56,89 / 100,00 |
| 1979 | 47,13   | 3       | 36,50        | 2            | 13,32 | -     | 74,63 / 100,00 |         |                |    |                |         |    |    |              |                |
| 1982 | 40,96   | 2       | 42,43        | 3            | 11,13 | -     | 74,38 / 100,00 |         |                |    |                |         |    |    |              |                |
| 1985 | 52,51   | 3       | 44,68        | 2            |       |       | 77,04 / 100,00 |         |                |    |                |         |    |    |              |                |
| 1989 | 33,69   | 2       | 34,55        | 2            | 28,73 | 1     | 67,52 / 100,00 |         |                |    |                |         |    |    |              |                |
| 1993 | 45,60   | 3       | 39,93        | 2            | 8,50  | -     | 3,07           | -       | 72,90 / 100,00 |    |                |         |    |    |              |                |
| 1997 | 49,85   | 3       | 24,61        | 1            | 20,98 | 1     | 0,93           | -       | 71,11 / 100,00 |    |                |         |    |    |              |                |
| 2001 | 43,60   | 3       | 12,76        | -            | 38,45 | 2     | 0,43           | -       | 0,93           | -  | 76,67 / 100,00 |         |    |    |              |                |
| 2005 | 41,11   | 2       | 9,93         | -            | 45,61 | 3     |                |         |                |    | 77,03 / 100,00 |         |    |    |              |                |
| 2009 | 25,94   | 1       | 3,85         | -            | 66,65 | 4     | 81,12 / 100,00 |         |                |    |                |         |    |    |              |                |
| 2013 | CDS-PP  | CDS-PP  | 12,91        | -            | 62,00 | 4     | PPD/PSD        | PPD/PSD | 20,50          | 1  | 74,47 / 100,00 |         |    |    |              |                |
| 2017 | 21,76   | 1       | 11,88        | -            | 62,31 | 4     |                |         |                |    | 76,31 / 100,00 |         |    |    |              |                |
| 2021 | 35,95   | 2       | 4,55         | -            | 53,10 | 3     | 3,20           | -       | 76,30 / 100,00 |    |                |         |    |    |              |                |

### Eleições legislativas
| Data | %     | %     | %       | %       | %     | %        | %     | %     | %     | %     | %     | %    | %       | % | %  | %  |
| Data | PS    | PCP   | PSD     | CDS     | UDP   | APU/ CDU | AD    | FRS   | PRD   | PSN   | BE    | PAN  | PSD CDS | L | CH | IL |
| ---- | ----- | ----- | ------- | ------- | ----- | -------- | ----- | ----- | ----- | ----- | ----- | ---- | ------- | - | -- | -- |
| 1976 | 38,94 | 31,93 | 13,59   | 3,02    | 1,00  |          |       |       |       |       |       |      |         |   |    |    |
| 1979 | 25,89 | APU   | AD      | AD      | 1,15  | 40,10    | 25,67 |       |       |       |       |      |         |   |    |    |
| 1980 | FRS   | APU   | AD      | AD      | 0,73  | 37,08    | 33,30 | 19,25 |       |       |       |      |         |   |    |    |
| 1983 | 24,77 | APU   | 25,30   | 3,29    | 0,39  | 39,99    |       |       |       |       |       |      |         |   |    |    |
| 1985 | 18,77 | APU   | 26,95   | 1,55    | 0,54  | 37,73    | 8,30  |       |       |       |       |      |         |   |    |    |
| 1987 | 18,84 | CDU   | 37,65   | 1,60    | 0,58  | 30,08    | 4,58  |       |       |       |       |      |         |   |    |    |
| 1991 | 23,59 | CDU   | 43,03   | 1,60    |       | 24,70    | 0,59  | 0,74  |       |       |       |      |         |   |    |    |
| 1995 | 41,92 | CDU   | 32,75   | 2,04    | 0,56  | 18,97    |       |       |       |       |       |      |         |   |    |    |
| 1999 | 44,00 | CDU   | 32,18   | 3,18    |       | 15,88    | 0,24  | 0,67  |       |       |       |      |         |   |    |    |
| 2002 | 39,24 | CDU   | 38,77   | 2,57    | 13,06 |          | 1,37  |       |       |       |       |      |         |   |    |    |
| 2005 | 49,82 | CDU   | 27,60   | 2,27    | 12,90 | 1,93     |       |       |       |       |       |      |         |   |    |    |
| 2009 | 39,02 | CDU   | 30,25   | 5,11    | 14,23 | 5,54     |       |       |       |       |       |      |         |   |    |    |
| 2011 | 28,62 | CDU   | 39,90   | 6,52    | 13,85 | 2,82     | 0,75  |       |       |       |       |      |         |   |    |    |
| 2015 | 39,85 | CDU   | CDS     | PSD     | 14,60 | 5,13     | 0,80  | 30,88 | 0,31  |       |       |      |         |   |    |    |
| 2019 | 42,38 | CDU   | 24,65   | 1,88    | 13,06 | 6,63     | 1,76  |       | 0,29  | 1,68  | 0,33  |      |         |   |    |    |
| 2022 | 43,66 | CDU   | 31,37   | 0,60    | 8,01  | 2,30     | 1,09  | 0,68  | 7,21  | 1,65  |       |      |         |   |    |    |
| 2024 | 34,48 | CDU   | AD      | AD      | 7,14  | 30,09    | 2,96  | 0,98  | 1,25  | 15,46 | 1,43  |      |         |   |    |    |
| 2025 | 30,96 | CDU   | PSD CDS | PSD CDS | 5,76  |          | 1,25  | 0,66  | 33,93 | 0,99  | 20,21 | 1,25 |         |   |    |    |